# Sassenburg
Sassenburg è un comune di 10.956 abitanti della Bassa Sassonia, in Germania.
Appartiene al circondario (Landkreis) di Gifhorn (targa GF).